# الهيئة الصحراوية لمناهضة الاحتلال المغربي
الهيئة الصحراوية لمناهضة الاحتلال المغربي هي منظمة سياسية صحراوية، تأسست يوم الأحد 20 سبتمبر 2020 بمدينة العيون، تتكون من 33 عضوا برئاسة أميناتو حيدر.

## أعضاء المكتب التنفيذي
أعضاء المكتب التنفيذي:
- محمد حميا: رئيسا شرفيا
- أميناتو حيدر: الرئيس
- عبد الرحمن زيو: نائب أول للرئيس
- محمد الشيخ المتوكل: نائب ثان للرئيس
- حمادي الناصري: كاتب عام
- مينة أباعلي: أمين المال
- لحسن دليل: مستشار
- أدجيمي الغالية: مستشارة